# Benjamin Gavanon
Benjamin Gavanon (Marsiglia, 9 agosto 1980) è un ex calciatore francese, di ruolo centrocampista.

## Biografia
Anche suo fratello minore, Jérémy, è stato un calciatore professionista, di ruolo portiere.

## Carriera

### Olympique Marsiglia e prestiti
Nato nel quartiere di Saint-Louis, nel quindicesimo arrondissement di Marsiglia, Gavanon entra a 14 anni nelle giovanili dell'Olympique, facendo però fatica negli anni successivi ad imporsi in prima squadra. Viene allora prestato prima all'Arīs Salonicco e poi nel gennaio 2003 al Nottingham Forest.

### Nancy
Nell'estate 2003 si trasferisce al Nancy, in Ligue 2, dove trova più spazio per scendere in campo. Rinnova il contratto fino al 2007, mentre nella stagione 2004-2005 vince da protagonista il titolo di seconda divisione e viene promosso quindi in Ligue 1. Nella stagione successiva, seppur passata da comprimario soprattutto nel girone d'andata, si toglie comunque la soddisfazione di conquistare la Coppa di Lega francese 2005-2006.
L'annata 2006-2007 si rivela piuttosto prolifica sul piano realizzativo, tanto da mettere a referto 8 reti grazie alle quali diventa il miglior marcatore stagionale della squadra. In seguito disputa altre due stagioni col Nancy, collezionando in sei anni più di 200 presenze e 14 reti.

### Sochaux e Amiens
Il 31 agosto 2009 passa in prestito al Sochaux, mentre a luglio 2011 firma un contratto con l'Amiens, scendendo in Ligue 2.

### Shenzhen Ruby e ritiro
Il 29 febbraio 2012 sottoscrive un contratto biennale con lo Shenzhen Ruby, in seconda divisione cinese. Nelle due stagioni disputate in Cina Gavanon mette a segno 11 reti in 56 partite. Nel novembre 2013 si svincola dallo Shenzhen.
Nel giugno 2014 ritorna a Marsiglia, sua città natale, dove conclude la carriera da giocatore lo stesso anno nelle file degli amatori del Consolat Marsiglia.

## Palmarès

### Club

#### Competizioni nazionali
- Campionato francese di seconda divisione: 1

Nancy: 2004-2005
- Coppa di Lega francese: 1

Nancy: 2005-2006